# 창녕군수
창녕군수는 경상남도 창녕군의 군수이다.

## 민선(1995~)
| 순서     | 이름   | 임기                              | 비고         |
| -------- | ------ | --------------------------------- | ------------ |
| 45       | 김진백 | 1995년 7월 1일~1998년 6월 30일    |              |
| 46       | 김진백 | 1998년 7월 1일~2002년 6월 30일    | 재선         |
| 47       | 김종규 | 2002년 7월 1일~2006년 6월 30일    |              |
| 48       | 김종규 | 2006년 7월 1일~2006년 7월 28일    | 재선         |
| 권한대행 | 조기호 | 2006년 7월 28일~2006년 10월 25일  | 부군수       |
| 49       | 하종근 | 2006년 10월 26일~2007년 10월 26일 |              |
| 권한대행 | 안기섭 | 2007년 10월 26일~2007년 12월 19일 | 부군수       |
| 50       | 김충식 | 2007년 12월 20일~2010년 6월 30일  |              |
| 51       | 김충식 | 2010년 7월 1일~2014년 6월 30일    | 재선         |
| 52       | 김충식 | 2014년 7월 1일~2018년 6월 30일    | 3선          |
| 53       | 한정우 | 2018년 7월 1일~2022년 6월 30일    | [ 1 ]        |
| 54       | 김부영 | 2022년 7월 1일~2023년 1월 9일     | 임기 중 사망 |
| 권한대행 | 조현홍 | 2023년 1월 9일~2023년 4월 5일     | 부군수       |
| 55       | 성낙인 | 2023년 4월 6일 ~                  |              |

## 같이 보기
- 창녕군수 선거